# Saint-Vaize
Saint-Vaize település Franciaországban, Charente-Maritime megyében. Lakosainak száma 628 fő (2022. január 1.). Saint-Vaize Bussac-sur-Charente, Le Douhet, Port-d’Envaux és Taillebourg községekkel határos.

## Népesség
A település népessége az elmúlt években az alábbi módon változott:
| Lakosok száma | 358  | 442  | 477  | 547  | 571  | 618  | 651  | 675  | 660  | 628  |
|               | 1968 | 1982 | 1990 | 2006 | 2013 | 2015 | 2017 | 2019 | 2020 | 2022 |